# Ulea
Ulea er en by og kommune i det sydøstlige Spanien i Murcia-regionen. Den har et indbyggertal på 891 (2024) indbyggere.